# ドミニク・ルイツ
ドミニク・ルイツ（Dominique Rouits、1949年 - ）は、フランスの指揮者。エコールノルマル音楽院でピエール・デルヴォーに師事。フランス国内外のオーケストラを指揮し、1981年から同音楽院指揮科の教授を務める。1989年、パリ郊外マシーに設立されたマシー歌劇場（fr）の音楽監督に就任。